# 拉绍-马克斯巴赫
拉绍-马克斯巴赫（德語：Raschau-Markersbach）是德国萨克森州的市镇，隶属于厄尔士山县。总面积为39.55平方千米，截至2023年12月31日总人口为4,873人。